# Rhododendron nervulosum
Rhododendron nervulosum är en ljungväxtart som beskrevs av Herman Otto Sleumer. Rhododendron nervulosum ingår i släktet rododendron, och familjen ljungväxter. Inga underarter finns listade i Catalogue of Life.